# Destination inconnue (mini-série)
Pour les articles homonymes, voir Destination inconnue.
Destination inconnue (Pandora's Clock) est une mini-série américaine en deux parties réalisée par Eric Laneuville, d'après le roman Pandora's Clock de John J. Nance.

## Synopsis
À bord du Boeing 747 (vol 66 de la Quantum Airlines) qui s'est envolé de Francfort à destination de New York, un passager s'effondre, terrassé, croit-on, par une crise cardiaque. Le capitaine James Holland (Richard Dean Anderson) cherche d'urgence une piste d'atterrissage. Mais aucun des aéroports ne veut qu'il se pose, car ils soupçonnent le passager d'être mort en réalité à cause d'un virus très mortel contracté en Allemagne, malgré les réserves d'une agente de la CIA (Daphne Zuniga).
Après avoir finalement atteint une base aérienne américaine en Islande, une passagère de l'appareil se fait tuer par l'armée pour éviter la propagation du virus. L'avion est finalement autorisé à repartir vers une ancienne piste soviétique abandonnée en Mauritanie, le temps de la quarantaine. Mais un assassin engagé par le directeur de la CIA (Robert Loggia), se faisant passer pour un terroriste islamiste, les pourchasse avec un autre avion et réussit à détruire deux de leurs moteurs. Après un ultime rebondissement, il finit par s'écraser sur l'île de l'Ascension.
Le téléfilm s'achève six mois plus tard, où l'on montre que le capitaine Holland s'est marié et ne montre aucun signe de maladie. Pourtant, il apprend que l'hôtesse qui avait donné les premiers soins au passager suspect dans l'avion est décédée des mêmes causes...

## Fiche technique
- Scénario et dialogues : John J. Nance et David Israel
- Durée : 176 minutes
- Pays :  États-Unis
- Genre : Film Catastrophe
- Année de production : 1996

## Distribution
- Richard Dean Anderson : Capitaine James Holland
- Daphne Zuniga : Docteur Roni Sanders
- Jane Leeves : Rachel Sherwood
- Mark Rolston : Agent Kellaway
- Richard Lawson : Capitaine Daniel Robb
- Stephen Root : Mark Hastings
- Tim Grimm : Agent de la CIA Steve Ellis
- Edward Herrmann : Le Président des États-Unis
- Robert Guillaume : Lee Lancaster
- Robert Loggia : Jonathan Roth